# Papasula abbotti
Papasula abbotti là một loài chim thuộc họ Chim điên.
Loài chim này lần đầu tiên được xác định từ một mẫu vật được thu thập bởi William Louis Abbott, người đã phát hiện ra nó trên đảo Assumption vào năm 1892. Loài chim này chỉ sinh sản ở một vài điểm trên lãnh thổ Đảo Giáng sinh của Úc ở phía đông Ấn Độ Dương, mặc dù trước đây nó có phạm vi rộng hơn nhiều. Nó có bộ lông màu trắng với các vạch đen, và được điều chỉnh cho chuyến bay đường dài.